# Janvier 1898

## Événements

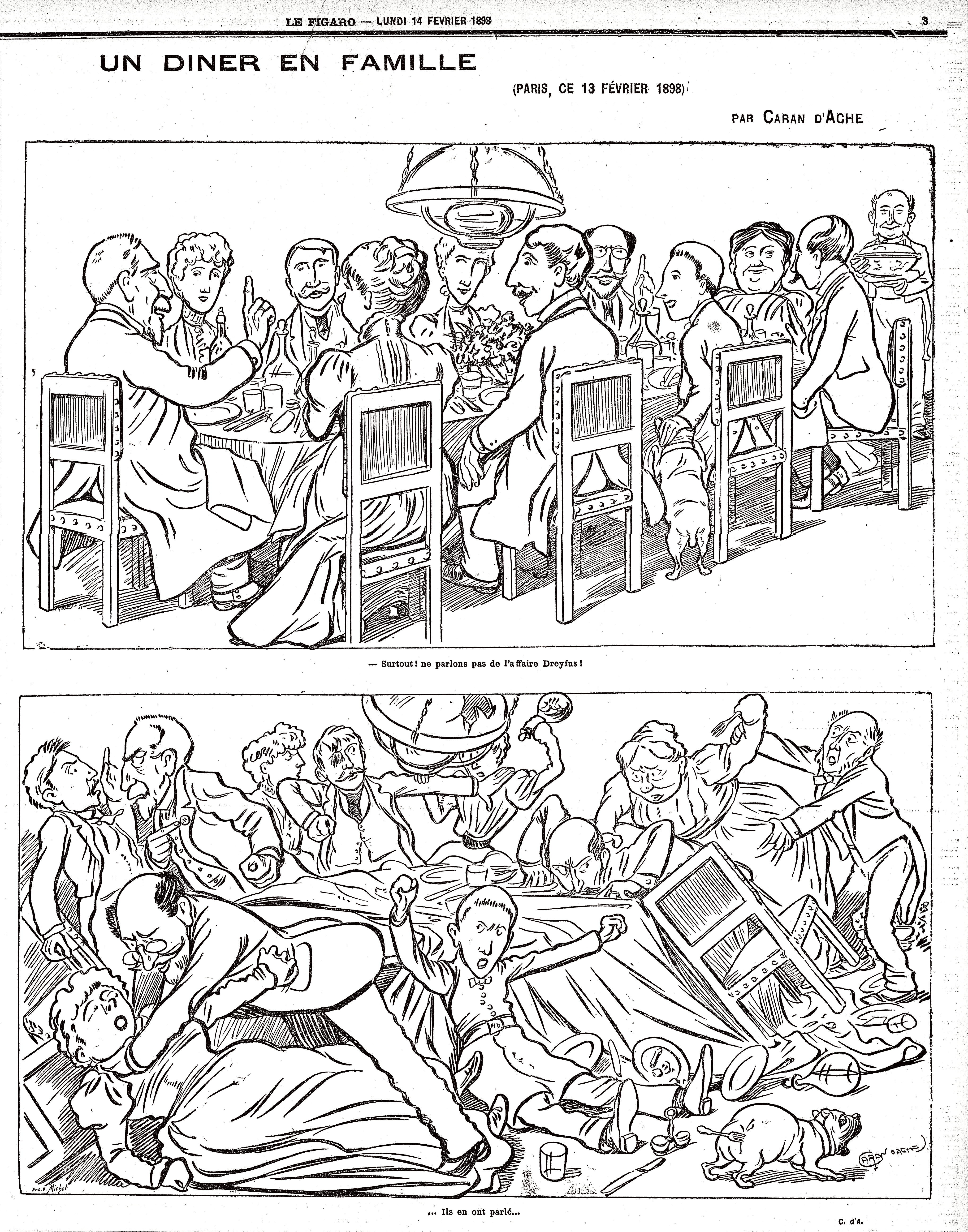
Un dîner en famille de Caran d'Ache (Emmanuel Poiré, 1858-1909), paru dans les colonnes du Figaro, le 14 février 1898. Le dessin décrit la division de la société au cours de l'Affaire Dreyfus.

- À la suite de la publication de « J'accuse », des manifestations antisémites se déroulent dans toutes les grandes villes de France : des devantures de magasins juifs sont détruites, des synagogues assiégées et des personnes molestées. En Algérie, une chasse aux juifs est lancée à Alger, Max Régis proposant « d'arroser de sang juif l'arbre de la liberté »…
- Canada : le policier Sam Steele est responsable de faire respecter l'ordre au Yukon en plein Klondyke. Il oblige les chercheurs d'or à apporter de la nourriture pour accéder au Yukon.
- Algérie : émeutes anti-juives, en particulier à Alger. Elles ne prennent fin qu’après le départ du gouverneur général Louis Lépine en juillet.

- 10 janvier : procès à huis clos d'Esterhazy, il est acquitté, et acclamé par la foule.

- 13 janvier : publication par Aurore du « J'accuse » d'Émile Zola, qui relance l'affaire Dreyfus.

## Naissances
- 2 janvier : Gerard Pieter Adolfs, peintre et architecte néerlandais des Indes orientales († 1er février 1968).
- 5 janvier : Luys Santa Marina,  écrivain, journaliste et poète espagnol († 15 septembre 1980).
- 11 janvier : « Nacional II » (Juan Anlló y Orío), matador espagnol († 4 octobre 1925).
- 12 janvier : Félix De Boeck, peintre belge († 18 janvier 1995).
- 21 janvier : Rudolph Maté, réalisateur polonais († 27 octobre 1964).
- 23 janvier
  - Sergueï Eisenstein, réalisateur soviétique († 11 février 1948).
  - Randolph Scott, acteur et producteur américain († 2 mars 1987).
  - 31 janvier : Joseph Kessel,  écrivain et académicien français († 23 juillet 1979)

## Décès
- 1er janvier : John Arthur Fraser, artiste.
- 14 janvier : Lewis Carroll, mathématicien, écrivain et photographe britannique.
- 23 janvier : Ernest Picard-Destelan, écrivain et militaire français.